# Carl Jørgensen
Carl Frederick Jørgensen (* 12. September 1912; † nach 1958) war ein dänischer Fußballschiedsrichter. Überregionale Bekanntheit erlangte er als Spielleiter bei den Olympischen Sommerspielen 1952 und der Weltmeisterschaftsendrunde 1958, bei der er das Gruppenspiel zwischen der UdSSR und Österreich leitete. 